# Мамоново (Ленінський міський округ)
Мамо́ново (рос. Мамоново) — присілок у складі Ленінського міського округу Московської області, Росія.

## Населення
Населення — 122 особи (2010; 97 у 2002).
Національний склад (станом на 2002 рік):
- росіяни — 99 %